# Muzeul de Istorie din Botevgrad
Muzeul de Istorie din Botevgrad, Bulgaria, este amplasat in scuarul Saransk din oraș. Prima expoziție a fost deschisă în anul 1937.

## Istorie

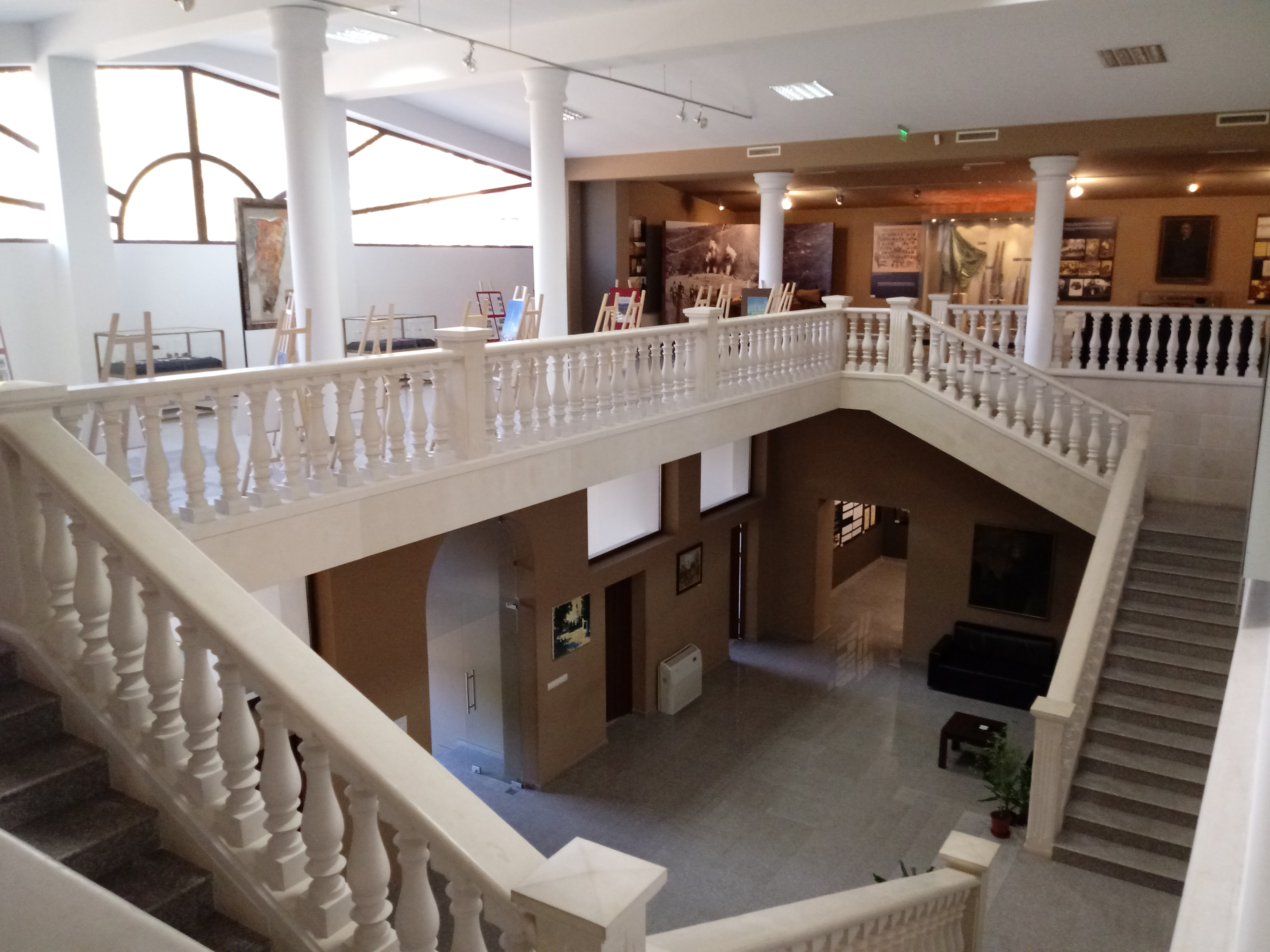
Interiorul muzeului

Tradiția muzeistică în comuna Botevgrad începe de la doi cercetători timpurii ai istoriei locului, preotul Gheorghi Popdimitrov din satul Skravena și învățătorul Gheorghi Popivanov din satul Trudoveț.
La 10 ianuarie 1927, un articol în ziarul local „Orhaniiski Novini” anunța înființarea unui muzeu arheologic în cadrul bibliotecii orășenești „Ivan Vazov”. Prima colecție a muzeului este inaugurată în 1937 de către directorul liceului local, Asen Stefanov.
În 1950 colecția, deja mai mare și mai cuprinzătoare, este mutată la centrul de cultură local (citalișce) „Hristo Botev 1884”, iar doi ani mai târziu, colecția devine muzeu de stat și este prevăzută cu o clădire separată.
La 24 mai 1959 are loc ceremonia de inaugurare a actualului muzeu. A doua expoziție a muzeului este deschisă in 1970. În 1985, muzeul este extins, fiind adăugate o colecție de artă și o galerie de artă. Din 1988 până în 2010, muzeul și galeria de artă erau amplasate într-o clădire separată de lângă turnul cu ceas din Botevgrad, simbol al orașului.
La 1 iulie 2010 începe reconstrucția clădirii Judecătoriei din Botevgrad. La mai puțin de un an după aceasta, la 3 mai 2011, clădirea este deschisă și de atunci găzduiește Muzeul de Istorie.

## Colecția muzeului
Muzeul are mai multe zone de expoziție, precum și o sală de conferințe prevăzută pentru prezentări, expoziții de artă, concerte, discuții, lecturi publice și diverse ceremonii. Muzeul continuă să colecteze materiale istorice și este implicat in activități de cercetare, educație și popularizare. De asemenea, participă la evenimente din agenda culturală a Botevgradului.
În 2018, colecția muzeului cuprindea peste 15 mii de exponate originale, inclusiv documente, fotografii originale, obiecte personale, armament, literatură tipărită veche, artefacte de numismatică și heraldică, cât și opere de artă. Muzeul este impărțit in trei departamente: Arheologie, Istoria pământurilor bulgare în secolele XV-XX și Arta și Istoria secolului XX. Școala mănăstirească din satul Bojenița, comuna Botevgrad, este afiliată muzeului.

## Galerie de imagini

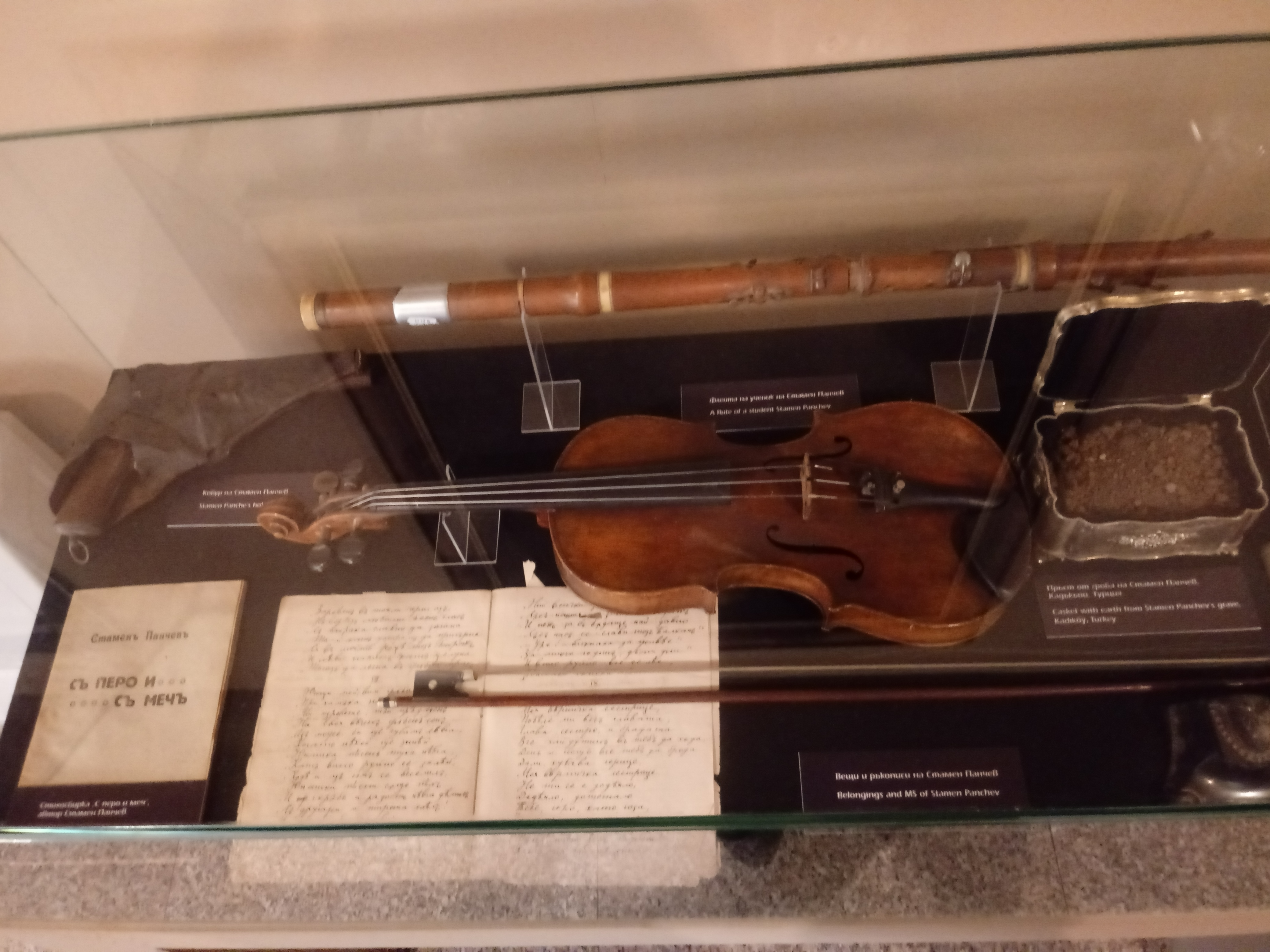
Belongings of the Botevgrad poet Stamen Panchev
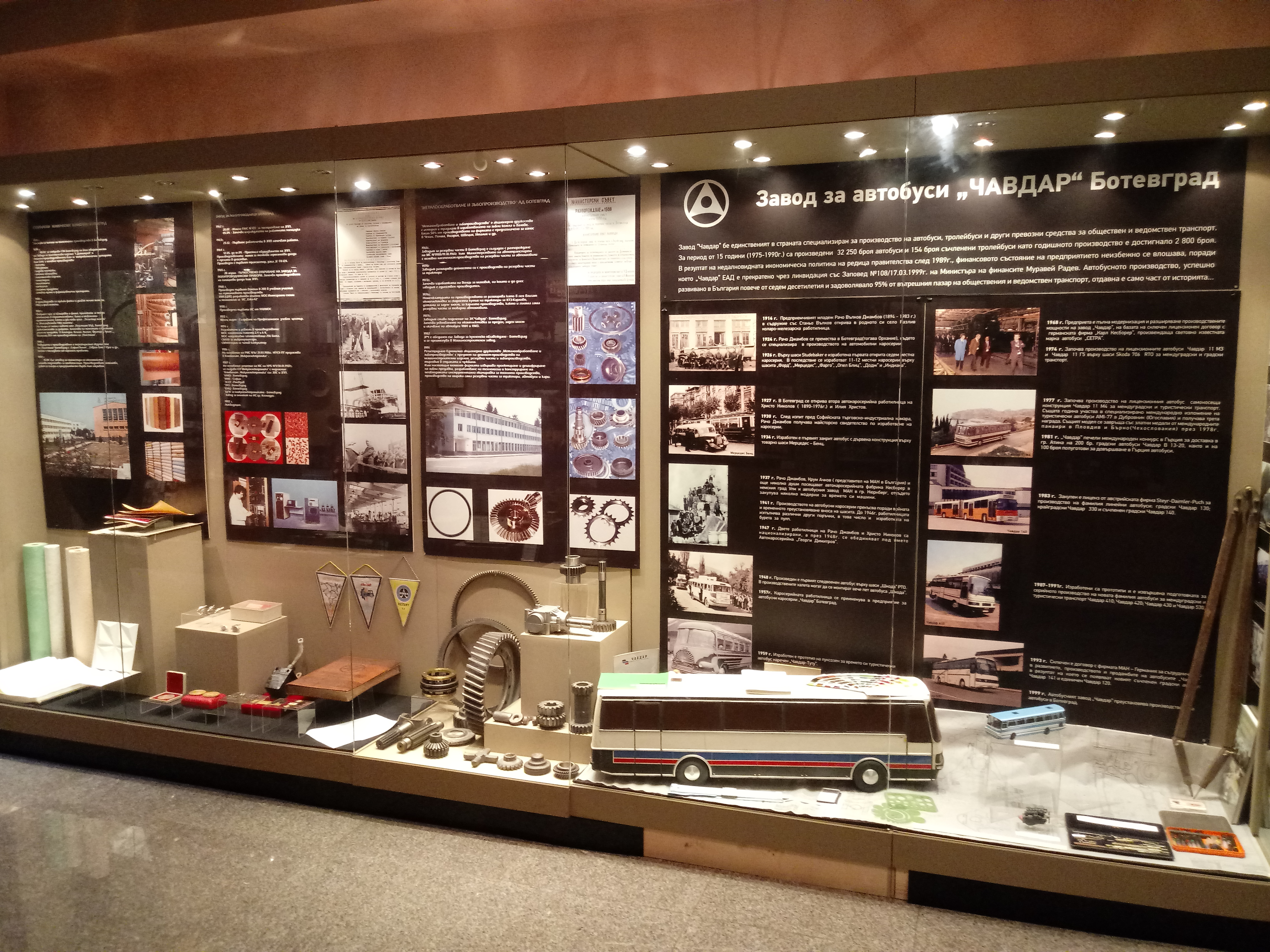
Showcase of the Chavdar Bus factory
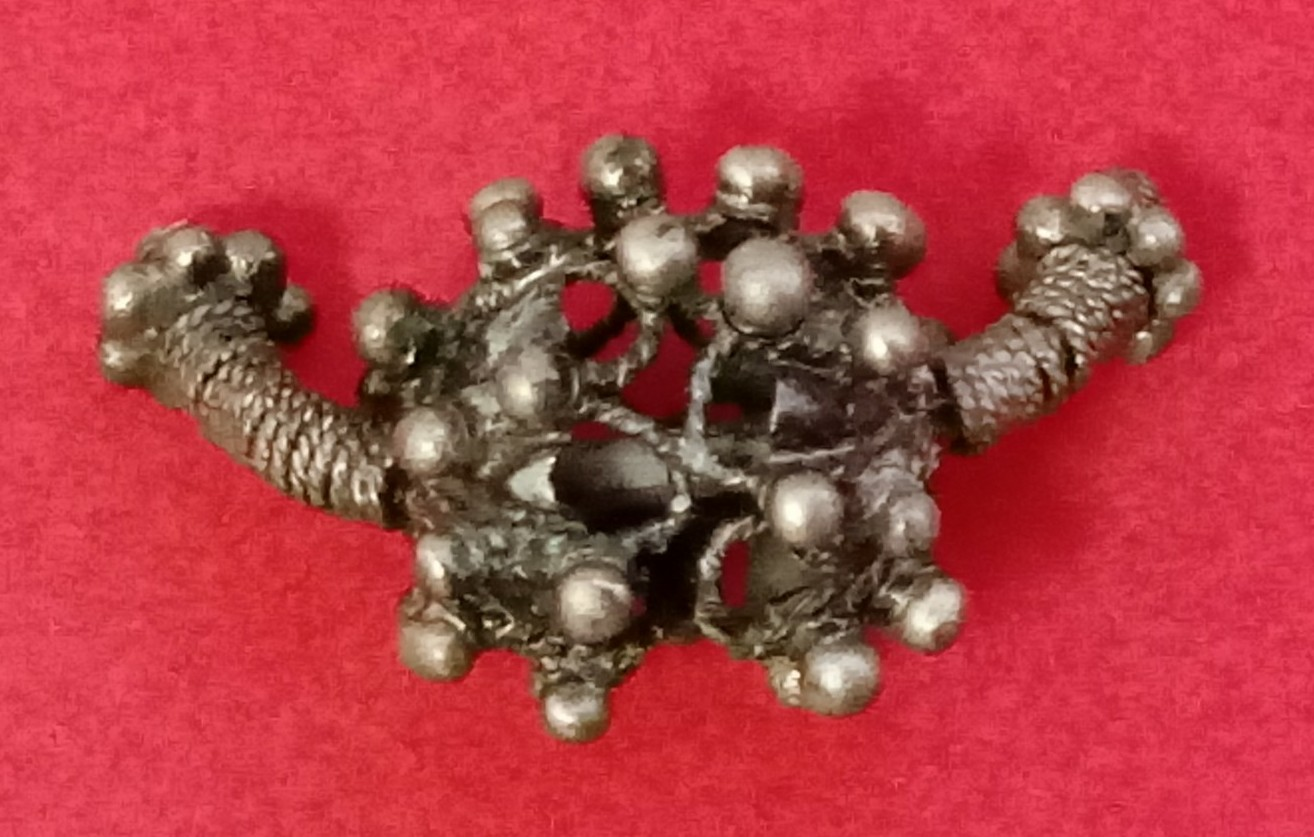
Silver earring from 14 century
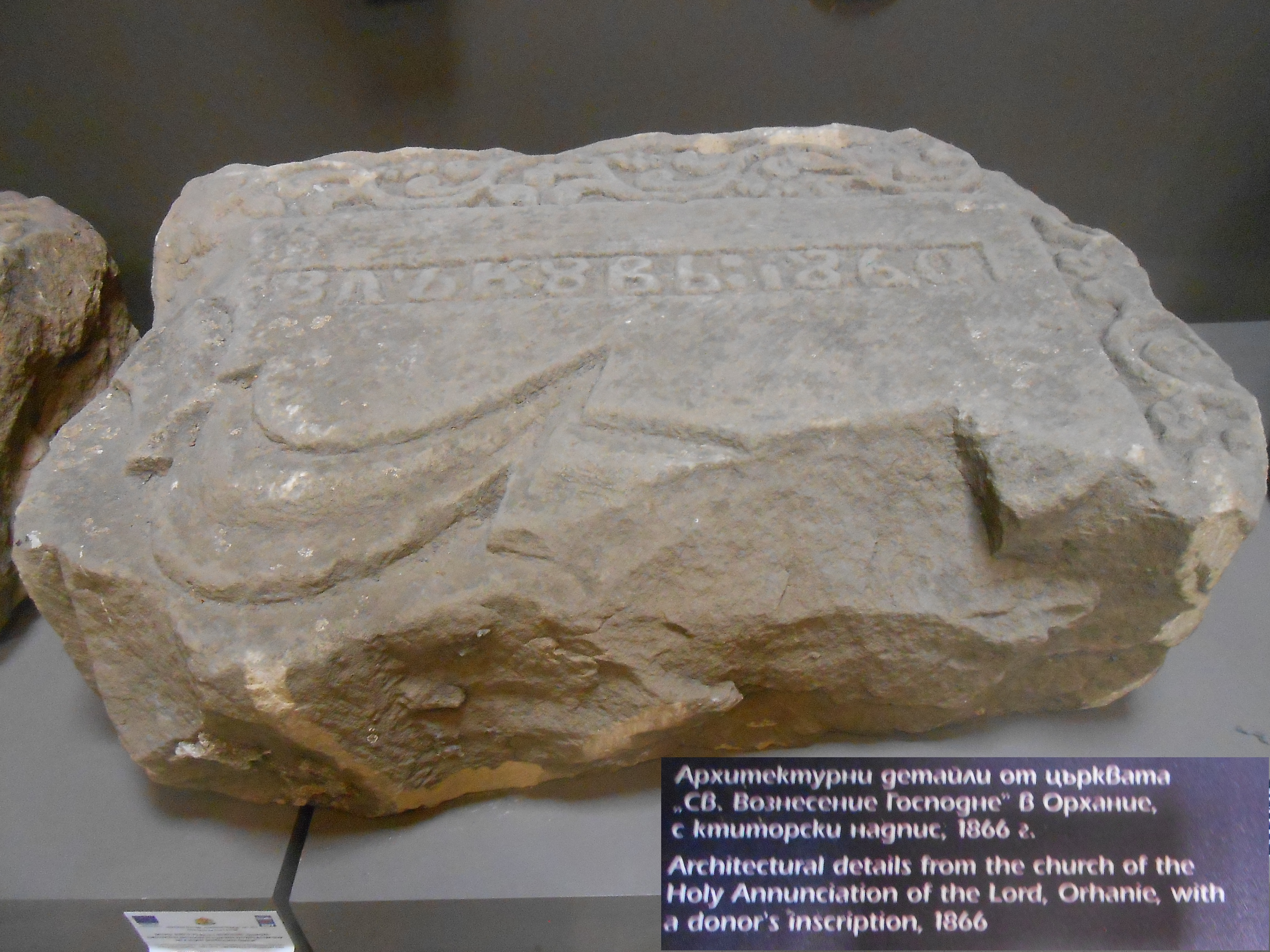
Architectural details from the Holy Annunciation Church in Botevgrad, 1866
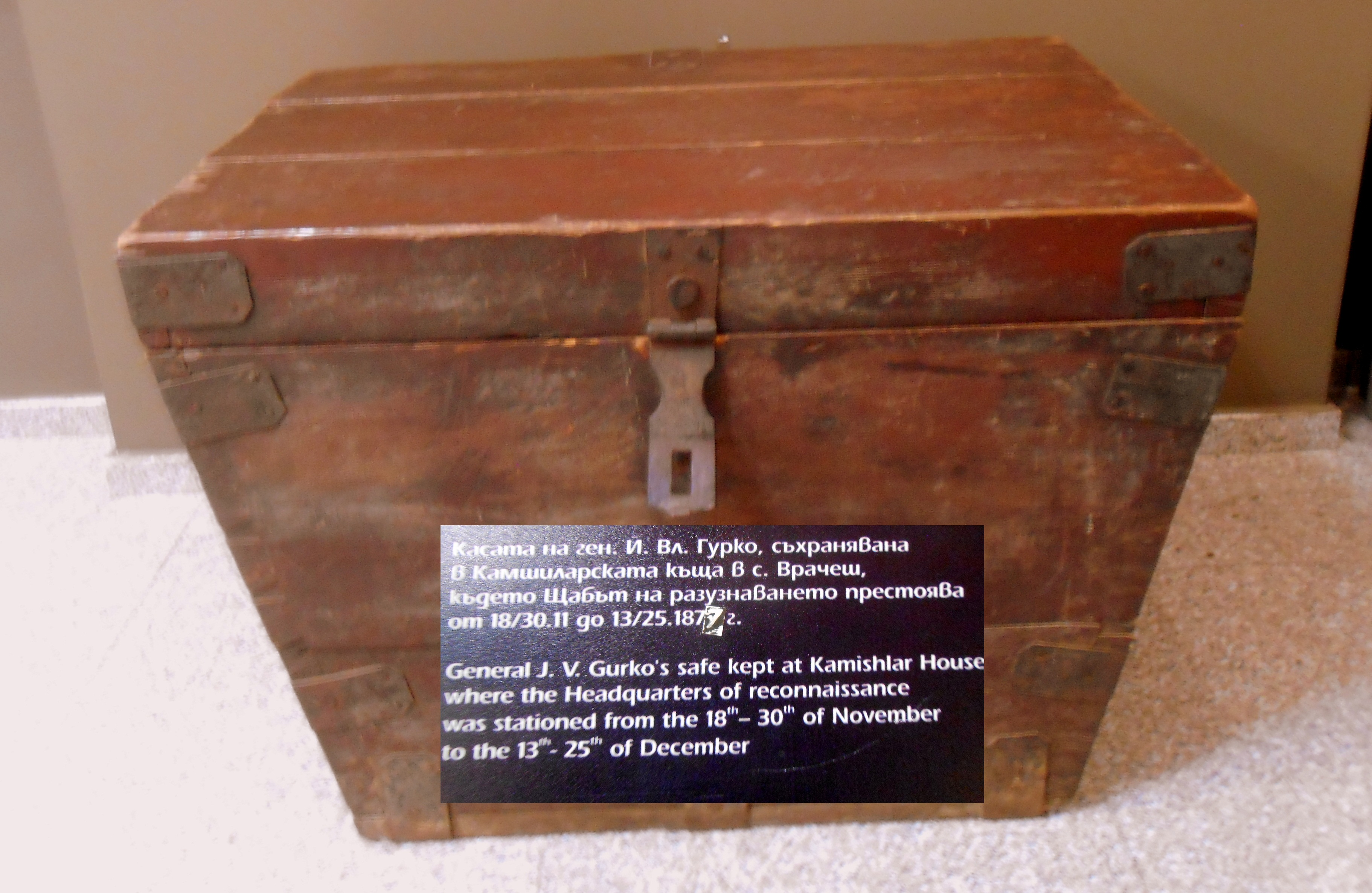
The safe of General Iosif Gurko